# Винник, Пол
Пол Фрэнсис Винник (англ. Paul Francis Wynnyk; род. 29 июня 1964, Бретон, Альберта, Канада) — канадский военный деятель украинского происхождения, генерал-лейтенант Армии Канады. Командующий Армией Канады (2016—2018), Заместитель начальника штаба обороны Канады (2018—2019).

## Биография

### Семья
Родился в Бретоне (Альберта), в семье Уолтера Винника и его жены Джоан Мари (в девичестве Мануэль). Отец Пола, родившийся в семье бедных украинских иммигрантов и выросший в бревенчатой хижине с шестью братьями и сёстрами, участвовал во Второй мировой войне, а затем стал директором средней школы в Бретоне и командиром 2561-го армейского кадетского корпуса. Предки его были родом из-под Стрыя, а именно из Поздымира (ныне — Львовская область, Украина).

### Военная служба
В 1977 году вступил в кадетский корпус. Пробыв там четыре года, в 1981 году Винник в ранге наводчика поступил на службу в 20-й полевой полк Полка Канадской артиллерии до прохождения курса обучения на офицера. Окончив в 1984 году Королевский военный колледж Роудс, а затем и Королевский военный колледж Канады, в 1986 году Винник был зачислен в Корпус Канадских военных инженеров, в составе которого проходил службу как в Канаде, так и в Европе.
Отслужил четыре года в Германии, принимал участие в работе миссии ООН и временного органа ООН в Камбодже, был командующим Целевой группы Канады и начальником оперативного управления в миссии ООН в Демократической Республике Конго, сотрудником оперативного отдела штаба национальной обороны, ответственным за военные обязательства Канады на Балканах, а также старшим советником по вопросам обороны и директором по операциям при советнике по внешней и оборонной политике премьер-министра Канады. Был командиром 1-го сапёрного полка (1997—1999) и группы поддержки 1-й зоны (2004—2006). В 2009 году работал в Переходном командовании комбинированной безопасности в Афганистане, где занимал пост помощника командующего, будучи ответственным за контроль развития Афганской национальной армии и министерства обороны Афганистана. Также был командиром Западного округа сухопутных войск (2010—2012), заместителем командующего Армией Канады (2012—2014), командиром Разведывательного командования Канадских сил (2014—2016).
Винник прошёл командный и штабной курс Канадских сил, продвинутый курс военных исследований и программу исследований национальной безопасности, окончил курс французских коммандос, имеет степень бакалавра в области гражданского строительства, степень магистра в области военных наук и делового администрирования (международный бизнес), является зарегистрированным профессиональным инженером в провинции Альберта.

### На высших командных постах
19 января 2016 года начальник штаба обороны Джонатан Вэнс объявил о повышении генерал-майора Винника в звании до генерал-лейтенанта и назначении его на пост командующего Армией Канады вместо уходящего в отставку Маркиза Хейнса. 14 июля того же года Винник вступил в должность командующего на церемонии на Парламентском холме в Оттаве в присутствии Вэнса и Хейнса. 24 июня Винника на посту командира Разведывательного командования сменил контр-адмирал Скотт Бишоп.
14 ноября 2016 года генерал-лейтенант Винник в составе канадской делегации прибыл с первым своим официальным визитом на Украину, где встретился с командующим Сухопутными войсками Украины генерал-лейтенантом Сергеем Попко и начальником Академии сухопутных войск имени гетмана Петра Сагайдачного генерал-лейтенантом Павлом Ткачуком, а также посетил село своих предков Поздымир.
16 июля 2018 года Пол Винник покинул пост командующего Армией Канады и был назначен заместителем начальника штаба обороны. Занимал эту должность до 9 июля 2019 года, после чего уволился с военной службы.

### После отставки
В октябре 2019 года Винник был назначен заместителем министра муниципальных дел провинции Альберта.

## Награды
Орден «За военные заслуги» степени командора и офицера, медаль «За похвальную службу» военного класса, медаль «За службу в Юго-Западной Азии» с пряжкой «Афганистан», звезда «За участие в кампаниях» с двумя пряжками на ленте Юго-Западной Азии, медаль «За особые заслуги» с пряжкой «NATO», Канадская миротворческая медаль, медаль ООН «UNAMIC», медаль ООН «UNTAC», медаль ООН «MONUC», медаль Бриллиантового юбилея королевы Елизаветы II, знак отличия Канадских Вооружённых сил с пряжкой, медаль Столетия Альберты, Афганская барьяльная медаль первого класса, Орден «Легион почёта» степени офицера.

## Личная жизнь
Жена — Марианна Хауэлл, врач-стоматолог.